# Carmina Burana
Carmina Burana (lateinisch für Beurer Lieder oder Lieder aus Benediktbeuern) ist der Name einer Anthologie von 254 mittellateinischen, seltener mittelhochdeutschen, altfranzösischen oder provenzalischen Lied- und Dramentexten, die 1803 in der Bibliothek des Klosters Benediktbeuern gefunden wurde. Bei einem Teil der Lieder sind die Originalmelodien notiert, weltweit bekannt wurde die Sammlung allerdings durch Carl Orffs Vertonung von 1936.
Die Texte wurden im 11. und 12. Jahrhundert (einige auch erst im 13. Jahrhundert) von zumeist anonymen Dichtern verfasst. Die Carmina Burana gelten neben den älteren Carmina Cantabrigiensia als wichtigste Sammlung der Vagantendichtung.

## Die Sammlung

### Die Handschrift und ihre Entstehung
Die Carmina Burana sind in einer einzigen Handschrift überliefert, die um 1230 von zwei verschiedenen Schreibern in einer frühgotischen Minuskel auf 119 Blatt Pergament geschrieben wurde. Einige Gedichte wurden im 14. Jahrhundert auf freien Blättern sowie einer weiteren Lage Pergament von leicht abweichendem Zuschnitt in einem Anhang nachgetragen. Eine Bindung der Handschriftenblätter zu einem Kleinfolioband, dem sogenannten Codex Buranus, erfolgte im Spätmittelalter. Dadurch geriet der Text teilweise in Unordnung, ein Teil ging vermutlich auch verloren. Die Handschrift enthält acht Miniaturen: Das Rad der Fortuna, eigentlich eine Illustration zu den Liedern CB 14–18, die durch die Fehler bei der Bindung als Frontispiz erschien; ein phantastischer Wald, ein Liebespaar, Szenen aus der Geschichte von Dido und Aeneas, eine Trinkszene und drei Spielszenen: Gespielt werden Würfel, Wurfzabel und Schach.

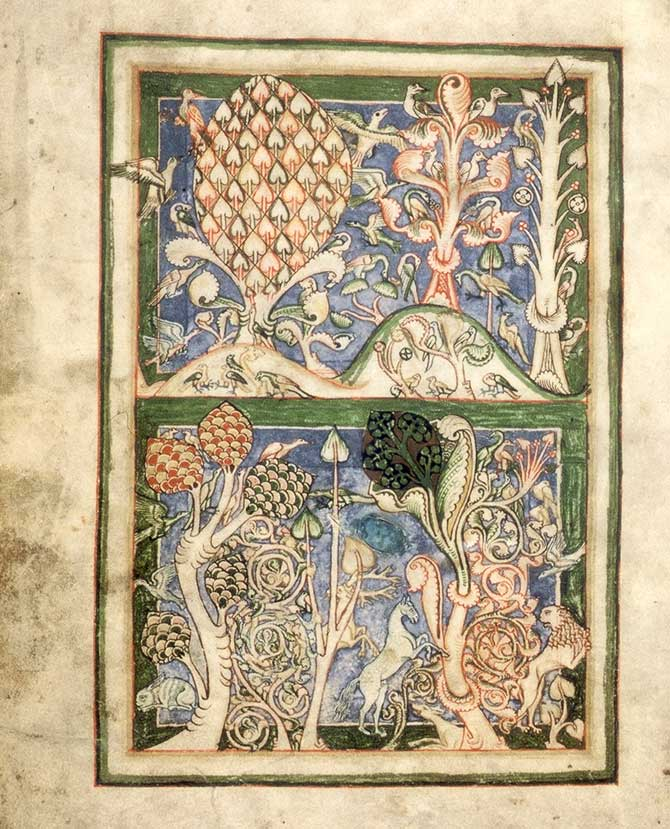
Buchmalerei im Codex Buranus: Der Wald

Die ältere Forschung nahm noch ganz selbstverständlich an, dass die Handschrift an ihrem Fundort in Benediktbeuern entstand. Heute ist man sich darüber einig, dass aus dem Dialekt der mittelhochdeutschen Strophen geschlossen werden muss, dass die Handschrift im bairischen Sprachraum entstand, und aus für Italien typischen Besonderheiten der Schrift, dass dies an seinem südlichen Rand geschah. Für den genauen Entstehungsort gibt es zwei Hypothesen: Die eine nennt den Bischofshof von Seckau in der Steiermark; darauf deute hin, dass ein Bischof Heinrich, der dort von 1232 bis 1243 amtierte, als Propst von Maria Saal in Kärnten in CB 6* des Anhangs erwähnt werde und insofern als Auftraggeber in Frage komme; dass die marchiones (‚Steiermärker‘) in CB 219,3 an erster Stelle vor Bayern, Sachsen und Österreichern genannt würden, deute auf eine räumliche Nähe hin; auch passe die Häufung von Hymnen an Katharina von Alexandrien (CB 12* und 19* – 22*) zur Seckauer Verehrung dieser Heiligen. Nach der anderen Hypothese ist Kloster Neustift bei Brixen in Südtirol der Entstehungsort. Hierfür spreche ihre Weltoffenheit, die für ein Stift von Augustiner-Chorherren typisch sei, die Spracheigentümlichkeiten der beiden Schreiber, deren Muttersprache nicht das Deutsche gewesen sei, die Erwähnung von Briciavvia (= Brixen) in CB 95 und der Anfang einer sonst nirgends überlieferten Version des Tiroler Eckenliedes (CB 203a). Die Frage ist bis heute nicht entschieden. Auch darüber, wie die Handschrift nach Benediktbeuern gelangte, gibt es keine Quellen. Der Germanist Fritz Peter Knapp vermutet, dass dies um 1350 geschah, als die bayerischen Wittelsbacher mit Tirol belehnt waren und somit Benediktbeuern und Neustift Vögte aus derselben Familie hatten.

### Die Themen
Die Carmina Burana sind in vier Gruppen unterteilt:
1. 55 moralische und Spottgesänge (CB 1–55)
2. Liebeslieder – mit 131 Beispielen die größte Gruppe (CB 56–186)
3. 40 Trink- und Spielerlieder (CB 187–226)
4. zwei längere geistliche Theaterstücke (CB 227 und 228)

Diese thematische Gliederung wird nicht streng durchgehalten: Bei CB 122–134, die eigentlich in der Gruppe der Liebeslieder stehen, handelt es sich um Klagelieder, eine Satire und zwei Lehrgedichte über Tiernamen. Es gilt als wahrscheinlich, dass es ursprünglich auch eine Gruppe mit geistlichen Liedern gab, die aber verloren sind. Der Anhang enthält 21 vermischte Lieder teils geistlichen Inhalts, ein Prosagebet an den Heiligen Erasmus und vier weitere geistliche Spiele, die teils nur fragmentarisch überliefert sind. Innerhalb jeder dieser Gruppen sind die Carmina Burana nach thematischen Gesichtspunkten geordnet, zum Beispiel Abkehr von der Welt (CB 24–31), Kreuzzugslieder (CB 46–52) oder Bearbeitungen antiker Stoffe (CB 97–102), neben denen auch formal-metrische Ordnungskriterien bestehen.
Weitere häufig wiederkehrende Themen sind Kritik an Simonie und Geldgier in der Kirche, die mit dem Aufkommen der Geldwirtschaft im 12. Jahrhundert rasch um sich gegriffen hatte (CB 1–11, 39, 41–45), Klagelieder (sogenannte Planctus), zum Beispiel über das Auf und Ab des menschlichen Schicksals (CB 14–18) oder über den Tod (CB 122–131), die hymnisch gefeierte Wiederkehr des Frühlings (CB 132, 135, 137, 138, 161 und öfter), die Vergewaltigung einer Schäferin durch einen Ritter („auch gewaltsame Verführung“ als zutiefst verharmlosender Ausdruck), Studenten oder Kleriker (die sogenannte Pastourelle, CB 79, 90, 157–158) und die Beschreibung der Liebe als Kriegsdienst (CB 60, 62 und 166), ein Topos, der aus den Liebeselegien des Ovid bekannt war. Dieser Dichter und besonders seine erotischen Elegien werden in den Carmina Burana rezipiert, imitiert oder übersteigert: Dies zeigt sich in einer sehr offenherzigen und teilweise drastischen Darstellung sexueller Handlungen. In CB 76 etwa rühmt sich das lyrische Ich eines beinahe zehnstündigen Liebesaktes mit der Liebesgöttin Venus persönlich (sternens eam lectulo / fere decem horis). Homosexualität, die, antiken Vorbildern folgend, der klerikalen Dichtung des Mittelalters nicht fremd ist, fehlt in den Carmina Burana allerdings ganz.

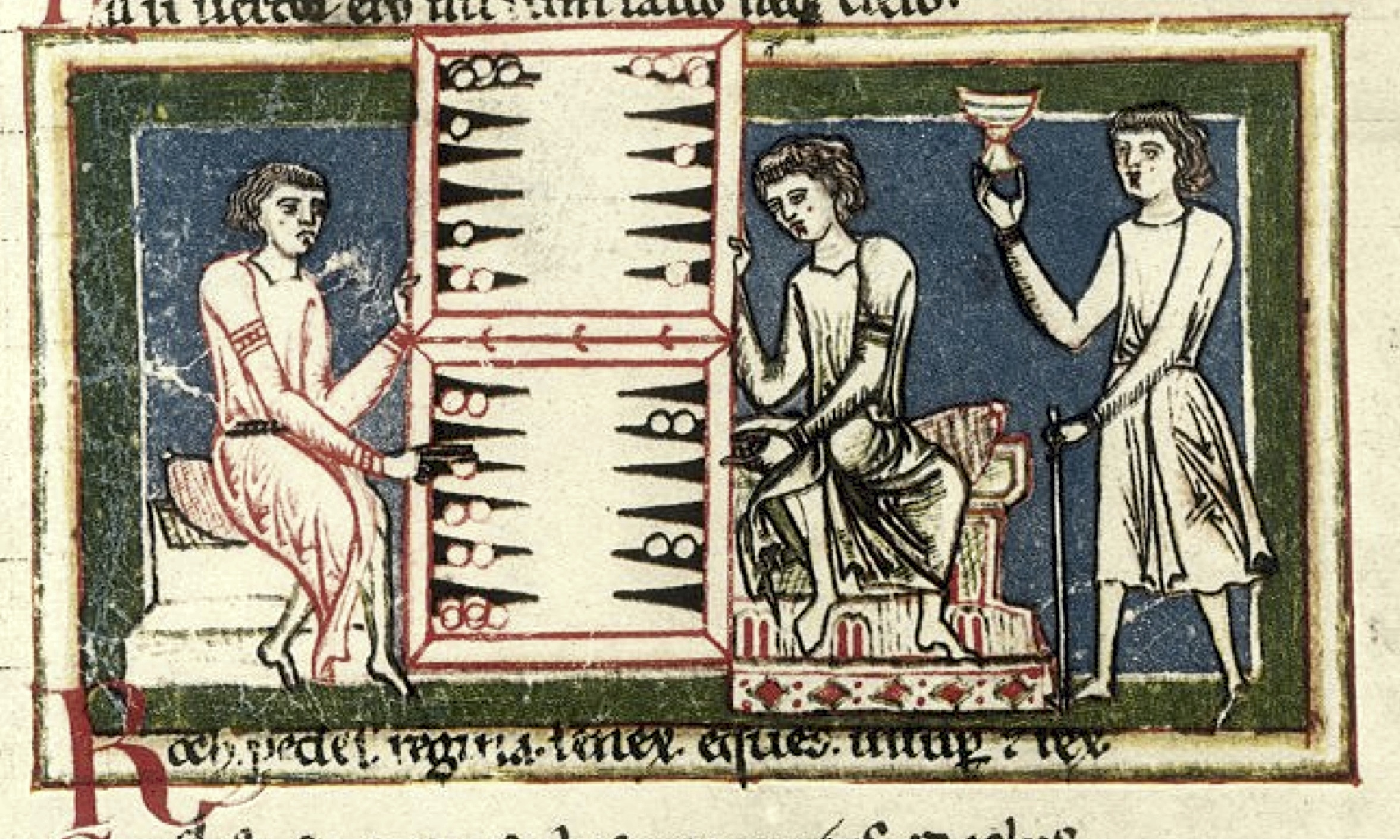
Buchmalerei im Codex Buranus: Wurfzabel

Typisch sind auch die zahlreichen Schilderungen eines nachgerade paradiesischen Wohllebens (CB 195–207, 211, 217, 219), für das sogar die Autorität des antiken Philosophen Epikur in Anspruch genommen wird (CB 211). CB 219 beschreibt zum Beispiel den ordo vagorum, den „Vagantenorden“, zu dem Menschen aus allen Ländern und Kleriker unterschiedlichsten Ranges eingeladen werden – auch der presbyter cum sua matrona darf kommen, der „Pfarrer mit seiner Ehefrau“, die er aufgrund des Zölibats eigentlich gar nicht haben darf. Die parodistischen Ordensregeln befehlen spätes Aufstehen, reichliches Essen und Trinken sowie regelmäßiges Würfelspiel. Sie sind so detailliert beschrieben, dass die ältere Forschung tatsächlich an die reale Existenz eines solchen Faulenzer- und Schlemmerordens glaubte. In dieser ausgesprochenen Diesseitigkeit und Freiheit von sittlichen und standesmäßigen Bindungen zeigt sich „ein Welt- und Lebensgefühl, das in krassem Gegensatz zu der mittelalterlichen Welt festgefügter Ordnungen steht“. Hier ist eine utopische Gegenwelt zu erkennen, die die Literaturwissenschaftlerin Christine Kasper in die Vorgeschichte der europäischen Idee des Schlaraffenlandes einordnet. Diese findet sich erstmals etwa zeitgleich in einem altfranzösischen Fabliau, in der das Land „Kokanien“ beschrieben wird; und in CB 222 wird ein abbas Cucaniensis erwähnt, ein „Abt von Kukanien“, der einer Gruppe von Würfelspielern vorsteht.
Nicht nur Ordensregeln, sondern auch andere sakrale Textsorten werden in den Carmina Burana parodiert: Die Beichte gibt die Form für die sogenannte Vagantenbeichte des Archipoeta vor, das wohl berühmteste Stück der Carmina Burana (Estuans interius, CB 191): Der Dichter gesteht seinem Gönner Rainald von Dassel alles, was dessen Hof Schlechtes über ihn sagt, doch im Verlaufe des Texts wird aus der Beichte eine „Rechtfertigung, mehr noch: die Forderung nach dem Recht, ein Leben nach eigenem Gesetz zu leben“. CB 215 ist eine Messe, in der es aber nicht um Vater, Sohn und Heiligen Geist geht, sondern um Decius, den in den Carmina Burana oft zitierten Geist des Würfelspiels: Fraus vobis! – Tibi leccatori! – „Trug sei mit euch – Auch mit dir, du Wüstling!“ Auch das Evangelium ist vor den Scherzen der Dichter nicht sicher: CB 44 ist das Sanctum evangelium secundum Marcas argenti – „das Heilige Evangelium nach der Mark Silbers“ – statt nach dem Evangelisten Markus.
Das Problem, wie sich diese blasphemischen oder auch die sinnenfrohen, teils derb-obszönen Lieder, denen die Carmina Burana nicht zuletzt ihre Berühmtheit verdanken, mit den ernsten weltlichen oder geistlichen Texten der Sammlung vertragen, wird in der Forschung unterschiedlich gelöst. Die ältere Forschung sah darin überhaupt keinen Gegensatz, es zeige sich im Nebeneinander von derbem Spaß und hohem sittlichem Ernst ein ganzheitlicher „Wille zu leben“ der lebensprallen „vollblütigen Menschen“ des Mittelalters. Die Philologin Helga Schüppert betont, dass diese Texte keineswegs lästerlich seien, sie transportierten lediglich weltliche Inhalte in christlichen Formen, der christliche Glaube werde darin nicht angetastet. Fritz Peter Knapp ist dagegen überzeugt, dass die lästerlichen und unzüchtigen Gesänge wegen ihres „hyperbolischen und karikierenden Charakters als Satiren gelesen werden“ müssten: Sie seien ein Beispiel für den „mittelalterlichen Usus, zu Demonstrationszwecken auch Gegenbeispiele des Verwerflichen der Moraldidaxe unterzumischen“.

### Die Formen
„Im Buranus herrscht geradezu Üppigkeit an streng geregelten Formen, entfaltet sich der zweisilbige Reim mit solcher Reinheit, Sicherheit und Findigkeit, daß es nicht selten bis zur Raffinesse geht. Wenn man will, darf man auch diese Ohrenlust als Zeichen der Verweltlichung nehmen, […]“

So das Urteil von Josef Eberle, einem der Herausgeber und Übersetzer der Carmina Burana. Deren lyrische Maße variieren stark, ein großer Teil der Carmina Burana ist aber in der Vagantenstrophe verfasst. Diese besteht aus vier Vagantenzeilen, achthebigen trochäischen Versen in Paarreimen. Andere akzentuierende Maße sind der aus dem Kirchengesang stammende Leich und die Sequenz, die auf der Wiederholung bestimmter Melodieteile basiert. Viele Carmina haben auch individuelle, zum Teil hoch komplexe Rhythmen und Reimschemata. Neben den akzentuierenden finden sich auch regelmäßig quantitierende Versmaße, wie man sie ähnlich etwa von Ovid oder Horaz kennt. In den Carmina Burana weisen Hexameter und Pentameter aber oft einen Zäsurreim auf, den die antike Dichtung nicht kannte (sogenannter leoninischer Vers). In manchen Liedern (zum Beispiel CB 65, 71 oder 110) sind akzentuierende Teile mit quantitierenden gemischt.
Insbesondere in den Trinkliedern gibt es Refrains, die durch die Abkürzung „refl.“ (für das altfranzösische „Refloit“) gekennzeichnet sind. Diese Refrains enthalten manchmal die volkssprachlichen Teile, deren Funktion aber noch nicht geklärt ist: Neben der These, dass Frauen, denen im Mittelalter ein Studium und damit auch Lateinkenntnisse verschlossen waren, dadurch die Gelegenheit zum Mitsingen haben sollten, wird vermutet, dass die deutschen Refrains aus deutschen Originalliedern zum Beispiel von Walther von der Vogelweide stammten, deren Strophen quasi als Übersetzungsübung in der Dom- oder Klosterschule des Entstehungsorts ins Lateinische übertragen worden seien; eine dritte These besagt, dass der – allgemein bekannte – deutsche Refrain die Melodie angezeigt habe, sodass die Sänger auch die lateinischen Strophen hätten singen können.
Die unterschiedlichen Formen dienen über weite Strecken auch als Gliederungsprinzip: So besteht die erste Gruppe der Liebeslieder (CB 56–73) aus Sequenzen und Leichs, die zweite aus Strophenliedern (CB 74–99). Auch zeigt sich, dass den Liedgruppen oft Sentenzen in nichtsingbaren quantitierenden Maßen beigegeben sind – sozusagen als „moralisches Gerüst“ für die lebensvollen Lieder. CB 18 zum Beispiel ist eine eher trockene Sammlung von Sprichwörtern und Zitaten zur Unberechenbarkeit der Fortuna und schließt die Gruppe singbarer Lieder zum gleichen Thema ab. Die Länge der Lieder variiert stark. Die kürzesten bestehen wie CB 192 aus gerade einmal zwei elegischen Distichen, das längste – CB 92, in dem zwei junge Frauen darum streiten, ob Ritter oder Kleriker die besseren Liebhaber sind –, misst 79 Vagantenstrophen.
Bei 40 Liedern enthält der Codex Buranus auch Notierungen der Melodien in Form von linienlosen Neumen, die den melodischen Verlauf nur ungefähr wiedergeben. Zu dreizehn der neumierten Lieder lassen sich allerdings auch durch Parallelüberlieferung in anderen Handschriften die originalen mittelalterlichen Melodien rekonstruieren.

### Die Autoren
Über die Autoren weiß man nichts oder fast nichts. Nur wenige Carmina lassen sich einzelnen Autoren zuordnen, wie etwa Hugo von Orléans († um 1160), dem als Archipoeta bekannten Dichter († nach 1165), dem Franzosen Walter von Châtillon († 1201), dem Bretonen Petrus von Blois († 1203). Von den deutschen Anhangstrophen sind einige anderweitig mit Autornennungen überliefert und können so den deutschen Minnesängern Dietmar von Aist († nach 1170), Heinrich von Morungen († 1222), Walther von der Vogelweide († um 1230) und Neidhart († um 1240) zugeordnet werden. Die einzigen namentlich überlieferten Gedichte sind die des sogenannten Marners, eines schwäbischen Wanderdichters, und finden sich im Anhang. Mehrere Gedichte stammen auch von antiken Dichtern, so etwa von Ovid, Horaz, Juvenal oder Ausonius. Für zwei Drittel der Carmina aber gibt es keine Parallelüberlieferung. Diese anonymen Texte scheinen zu einem großen Teil von Goliarden oder Vaganten (von lateinisch: vagari, „umherstreifen“) zu stammen, zwischen den verschiedenen mittelalterlichen Universitäten hin- und herreisenden Studenten der Theologie oder Klerikern, die noch keine Pfründe gefunden bzw. sie wieder verloren hatten. Sie mussten sich ihren Lebensunterhalt oft erbetteln oder erschnorren – einer der Gründe, dass ein guter Teil der moralischen Lieder der Verurteilung zu geringer Freigebigkeit gewidmet ist (zum Beispiel CB 3, 9, 11 und 19–21). Die Verfasser zeigen eine breite Kenntnis der antiken Mythologie, von der sie in Metonymien und Allegorien reichen Gebrauch machen und die sie problemlos mit Zitaten aus der Bibel kombinieren: In CB 194 etwa wird Lyaeus, ein antiker Beiname des Weingottes Dionysos, zwanglos neben der Hochzeit zu Kana erwähnt, in der Jesus von Nazaret Wasser in Wein verwandelt haben soll (Joh 2,1–12 ).
Die breite klassische Bildung der Verfasser und ihre Eleganz beim Versemachen und im Umgang mit der lateinischen Sprache zeigen, dass sie in Wahrheit keine heruntergekommenen fahrenden Studenten waren, sondern allenfalls Erinnerungen an umtriebige Studenten- und Wanderjahre pflegten: „Ältere Herren, Geistliche, Juristen, Mediziner, … vor allem aber die Lehrer der lateinischen Sprache“. Oft waren die abenteuerlichen Reisen der fahrenden Scholaren nur ein Mythos und ein literarischer Topos, aus dem nicht unmittelbar auf die mittelalterliche Lebenswirklichkeit geschlossen werden kann. Die Handschrift ist demnach keineswegs als Liederbuch für fahrende Studenten zu verstehen, sondern als eine Sammlung verschiedener poetischer Texte zur Freude theologisch und klassisch Gebildeter.
Dieses akademisch-klerikale Milieu der meisten Verfasser der Carmina Burana markiert den Unterschied zum höfisch-ritterlich geprägten Minnesang, als dessen Frühform die mittelhochdeutschen Liebeslieder der Sammlung erscheinen. Auch das Konzept der Minne, der zu einem ethischen Wert an sich gesteigerten bzw. sublimierten Liebe, das von der volkssprachlichen Laienadelskultur der Minnesänger und Troubadoure hochgehalten wurde, kommt in den Carmina Burana nicht vor. Für die ehemaligen oder immer noch fahrenden Kleriker ist die – durchaus körperlich gedachte – Liebe kein sozialer oder ethischer Wert, kein Lebenssinn, sondern angesichts der Jugend der Protagonisten schlicht naturnotwendig.

## Wiederentdeckung und Editionsgeschichte

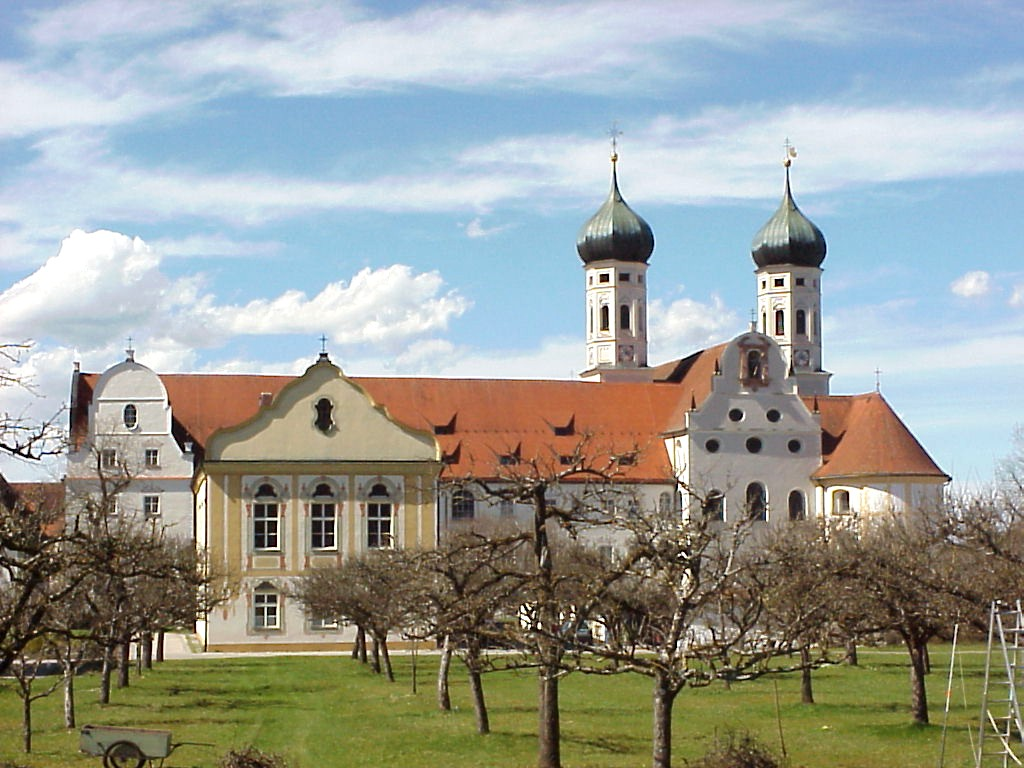
Kloster Benediktbeuern

Die Benediktbeurer Handschrift war lange unbekannt. Sie lag unentdeckt und wahrscheinlich sekretiert (unter Verschluss) in der Bibliothek des Klosters Benediktbeuern. Als das Kloster 1803 im Zuge der Säkularisation aufgehoben wurde, entdeckte sie der Bibliothekar Johann Christoph von Aretin, der die dortigen Bestände nach München in die heutige Bayerische Staatsbibliothek zu überführen hatte, wo der Codex Buranus heute liegt (Signatur: clm 4660/4660a). Zunächst nahm Aretin den Codex entgegen allen konservatorischen Rücksichten als Reiselektüre an sich und schrieb bald an einen Freund, er freue sich, „eine Sammlung von poetischen und prosaischen Satyren, zumeist gegen den päpstlichen Stuhl“ entdeckt zu haben. Erste Ausschnitte, darunter sämtliche mittelhochdeutschen Texte, wurden von Aretins Mitarbeiter Bernhard Joseph Docen 1806 veröffentlicht, weitere Teile legte Jacob Grimm 1844 vor. Erst 1847, über vierzig Jahre nach Aretins Entdeckung, veröffentlichte Johann Andreas Schmeller eine erste Gesamtausgabe der Carmina Burana. Von ihm stammt auch der irreführende Titel, denn die im Codex Buranus gesammelten Lieder und Dramen stammen ja nicht aus Benediktbeuern. Schmeller ordnete erstmals die durcheinander geratenen Lagen und versuchte eine Gliederung nach „Scherz“ und „Ernst“, die sich in der Folge aber nicht durchgesetzt hat. Die noch heute übliche Anordnung wurde in der ersten textkritischen Ausgabe der Carmina Burana wiederhergestellt, die Alfons Hilka und Otto Schumann ab 1930 vorlegten. Sie basiert auf den Vorarbeiten des Münchner Philologen Wilhelm Meyer, der in alten Bucheinbänden einige fehlende Blätter des Codex Buranus gefunden hatte. Mehrere verderbte Textstellen konnte er aus Parallelüberlieferungen emendieren.
Einem breiteren Publikum wurden die Carmina Burana durch Editionen bekannt, die sich an korporierte Studenten richteten. 1876 legte Hermann Hagen eine Auswahl vor, die als Ergänzung zu jedem Kommersbuch gedacht war. Die Auswahl, die Rudolf Peiper 1879 unter dem Titel „Gaudeamus!“ herausgab, zielte auf das gleiche Publikum. 1879 veröffentlichte der Münchner Dichter Ludwig Laistner unter dem Titel Golias. Studentenlieder des Mittelalters eine erste Übersetzung einiger Carmina Burana. Laistner hatte die 27 Lieder seiner Auswahl nicht nur übersetzt, wobei er sich bemühte, den Ton und das Metrum der Originale in das Deutsche seiner Zeit zu transportieren, sondern auch kommentiert, emendiert und mehrere fehlende lateinische Strophen selber nachgedichtet. Diese Fassung wurde bis in die 1960er Jahre immer wieder aufgelegt und wurde erst in jüngerer Zeit durch neuere Übersetzungen ersetzt.

## Rezeption

### 19. und frühes 20. Jahrhundert
Die im Codex Buranus gesammelten Lieder waren in den gebildeten Kreisen des ganzen mittelalterlichen Europa sehr beliebt. Das zeigt etwa der Fund zweier Holzstäbchen im norwegischen Bergen, auf denen Verse aus den carmina 71 und 88 in Runenschrift eingeritzt sind. Zu Beginn der Neuzeit wurden sie zunehmend vergessen, bis die Handschrift im 19. Jahrhundert wiederentdeckt und publiziert wurde. Aber auch dann waren die Carmina Burana lange fast ausschließlich in intellektuellen Kreisen bekannt: Zum einen unter korporierten Studenten, die einige Lieder in ihre Kommersbücher aufnahmen: Im Allgemeinen Deutschen Kommersbuch findet sich zum Beispiel CB 143, das Trinklied Ecce gratum et optatum zu einer 1895 komponierten Melodie von Philipp Gretscher. Zum anderen waren die Carmina Burana bei national gesinnten Gelehrten beliebt, da mit ihrer scheinbar ungekünstelten Vitalität und ihrem fröhlichen Antiklerikalismus ein nationalromantisches Bild des Mittelalters gestützt werden konnte.

### Orffs Carmina Burana

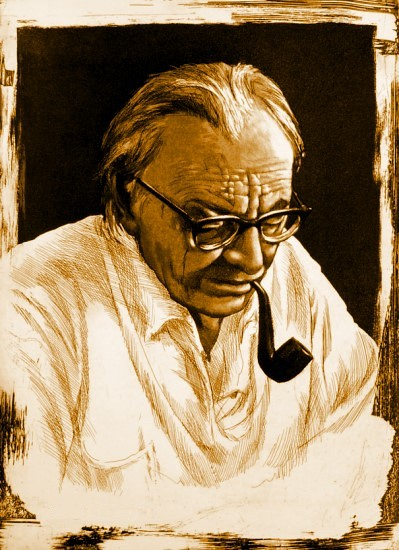
Porträt von Carl Orff als Aquatinta-Radierung

Das änderte sich 1937, als die szenische Kantate Carmina Burana in der Oper zu Frankfurt am Main uraufgeführt wurde. Der Komponist Carl Orff war 1935 auf den lateinischen Text in der schmellerschen Edition gestoßen und verarbeitete 24 der Lieder zu einem Chorwerk. Es ist gegliedert in einen Eingangsteil mit dem selbstformulierten Titel Fortuna Imperatrix Mundi (Fortuna, Herrscherin der Welt), der CB 17 und 16 enthält, und drei Hauptteile:
- Primo vere und Ûf dem anger mit den lateinischen Frühlingsliedern CB 138, 136, 143 und 149 und mehreren mittelhochdeutschen Stücken: Maria Magdalenas Gesang aus dem Passionsspiel CB 16*, CB 167a, 174a und 145a
- In taberna, Fress- und Sauflieder der Vaganten mit CB 191, 130, 222 und 196
- Cour d’amours und Blanziflor et Helena mit den Liebesliedern CB 87, 118, 177, 180, 183, 174, 70, 179 und 77. Eine Wiederholung des Eingangschores O fortuna, das zu einem der populärsten Stücke ernster Musik des 20. Jahrhunderts werden sollte, rundet das Werk ab.

### Einspielungen in der Gegenwart
Seitdem sind die Carmina Burana von verschiedenen Musikgruppen immer wieder neu eingespielt worden. Einige Ensembles, die sich einer historischen Aufführungspraxis verpflichtet fühlen, versuchten sich an Rekonstruktionen der originalen Melodien aus den überlieferten Neumennotierungen, wie etwa Clemencic Consort, Bärengässlin, Ensemble Unicorn/Ensemble Oni Wytars (unter der Leitung von Michael Posch und Marco Ambrosini, 1997) oder Boston Camerata (unter der Leitung von Joel Cohen, 1996).
Zahlreiche Pop- und Rockmusiker, oft aus dem Bereich der Mittelaltermusik, legten Interpretationen einzelner Lieder aus der Carmina Burana vor, entweder angelehnt an die Umsetzung von Orff oder als Eigenkomposition. Beispiele sind Ougenweide (1976), Ray Manzarek (1983), Therion (2000), In Extremo (2001), Helium Vola (2004) und Corvus Corax mit ihren Cantus-Buranus-Alben (2005 und 2008).

### Text- und Melodieausgaben sowie Übersetzungen
- Carmina Burana. Faksimile-Ausgabe der Handschrift Clm 4660 und Clm 4660a, hrsg. von Bernhard Bischoff. Prestel, München 1967.
- Carmina Burana. Mit Benutzung der Vorarbeiten Wilhelm Meyers krit. hrsg. v. Alfons Hilka und Otto Schumann, abgeschlossen von Bernhard Bischoff. Winter, Heidelberg 1930–1970.
  - I. Band. Text
    - 1. Die moralisch-satirischen Dichtungen (Alfons Hilka, Otto Schumann, 1930)
    - 2. Die Liebeslieder (Alfons Hilka†, Otto Schumann, 1941)
    - 3. Die Trink- und Spielerliede. Die geistlichen Dramen. Nachträge (Otto Schumann†, Bernhard Bischoff, 1970)

  - II. Band. Kommentar
    - 1. Einleitung (Die Handschrift der Carmina Burana) Die moralisch-satirischen Dichtungen (Alfons Hilka, Otto Schumann, 1930)
- Carmina Burana. Die Lieder der Benediktbeurer Handschrift. Vollständige Ausgabe des Originaltextes nach der von Bernhard Bischoff abgeschlossenen kritischen Ausgabe von Alfons Hilka und Otto Schumann. Übersetzung der lateinischen Texte von Carl Fischer, der mittelhochdeutschen Texte von Hugo Kuhn. Anmerkungen und Nachwort von Günter Bernt. Artemis, Zürich 1974; dtv, München 1979, ISBN 3-423-02063-6.
- Carmina Burana. Texte und Übersetzungen. Mit den Miniaturen aus der Handschrift und einem Aufsatz von Peter und Dorothee Diemer, hrsg. von Benedikt Konrad Vollmann. Deutscher Klassiker-Verlag, Frankfurt am Main 1987 (= Bibliothek des Mittelalters, Bd. 13); als Taschenbuch 2011, ISBN 978-3-618-68049-9.
- Carmina Burana. Lieder aus Benediktbeuren. Vollständige zweisprachige Ausgabe. Übersetzung aus dem Lateinischen von Matthias Hackemann, aus dem Mittelhochdeutschen von Ulrike Brandt-Schwarze, mit einem Glossar von Matthias Hackemann. Anaconda, Köln 2006, ISBN 3-86647-030-4.
- Psalterium Profanum. Weltliche Gedichte des lateinischen Mittelalters, lateinisch und deutsch, hrsg. und übersetzt von Josef Eberle. Manesse, Zürich 1962.
- René Clemencic, Michael Korth: Carmina Burana. Gesamtausgabe der mittelalterlichen Melodien mit den dazugehörigen Texten. Heimeran, München 1979, ISBN 3-7765-0274-6.

### Sekundärliteratur
- Christopher de Hamel: Die Carmina Burana. Kapitel 8 in: Christopher de Hamel: Pracht und Anmut. Begegnungen mit zwölf herausragenden Handschriften des Mittelalters. Bertelsmann, München 2018, S. 387–437. ISBN 978-3-570-10199-5.
- Edward Dickinson Blodgett, Roy Arthur Swanson: The Love Songs of the Carmina Burana. Garland, New York 1987.
- Johann Drumbl: Studien zum Codex Buranus. In: Aevum: rassegna di scienze storiche, linguistiche e filologiche. 77, 2003, S. 323–356.
- Tristan E. Franklinos, Henry Hope (Hrsg.): Revisiting the Codex Buranus: Contents, Contexts, Composition. Boydell Press, Woodbridge 2020.
- Fritz Peter Knapp: Die Literatur des Früh- und Hochmittelalters in den Bistümern Passau, Salzburg, Brixen und Trient von den Anfängen bis 1273. (= Herbert Zemann (Hrsg.): Geschichte der Literatur in Österreich von den Anfängen bis zur Gegenwart, Bd. 1.) Akademische Druck- und Verlagsanstalt, Graz 1994.
- Walther Lipphardt: Zur Herkunft der Carmina Burana. In: Egon Kühebacher (Hrsg.): Literatur und Bildende Kunst im Tiroler Mittelalter, Innsbruck 1982, S. 209–223.
- Max Manitius: Geschichte der lateinischen Literatur des Mittelalters. Dritter Band: Vom Ausbruch des Kirchenstreits bis zum Ende des 12. Jahrhunderts. C.H.Beck, München 1931.
- Dietz-Rüdiger Moser: Vaganten oder Vagabunden? Anmerkungen zu den Dichtern der Carmina Burana und ihren literarischen Werken. In: Ursula Brunold-Bigler, Hermann Bausinger (Hrsg.): Hören Sagen Lesen Lernen. Bausteine zu einer Geschichte der kommunikativen Kultur. Festschrift für Rudolf Schenda zum 65. Geburtstag. Peter Lang, Bern 1995, S. 513–532.
- Olive Sayce: Plurilingualim in the Carmina Burana. A Study of the Linguistic and Literary Influence on the Codex. Kümmerle, Göttingen 1992.
- Georg Steer: Carmina Burana in Südtirol. Zur Herkunft des clm 4660. In: Zeitschrift für deutsches Altertum 112 (1983), S. 1–37.
- Burghart Wachinger: Deutsche und lateinische Liebeslieder. Zu den deutschen Strophen der Carmina Burana. In: Hans Fromm (Hrsg.): Der deutsche Minnesang. Aufsätze zu seiner Erforschung. Bd. 2 (= Wege der Forschung 608). Wissenschaftliche Buchgesellschaft, Darmstadt 1985, S. 275–308.